# بيت مفرح (شبام كوكبان)

تعديل مصدري - تعديل

بيت مفرح هي إحدى قرى عزلة ضلاع الأعلى بمديرية شبام كوكبان التابعة لمحافظة المحويت، بلغ تعداد سكانها 1072 نسمة حسب تعداد اليمن لعام 2004.